# Campeonato Ecuatoriano de Fútbol Serie B 1994
El Campeonato Ecuatoriano de Fútbol Serie B 1994, conocido oficialmente como «Campeonato Nacional de Fútbol Serie B 1994», fue la 17.ª edición de la Serie B del Campeonato nacional de fútbol profesional en Ecuador, mientras que fue la 30.ª edición incluyendo los torneos cortos conocidos como etapas. El torneo fue organizado por la Federación Ecuatoriana de Fútbol y contó con la participación de ocho clubes de fútbol.
En este torneo volvió a jugar el cuadro del Olmedo tras 16 años de ausencia y debutó el cuadro del Panamá de la ciudad de Guayaquil. En el caso del cuadro guayaquileño este era su primera participación ya que solamente jugó en el torneo de la Segunda Categoría que se coronó Campeón del Campeonato Provincial de la Segunda Categoría del Guayas en 1993 posteriormente que se coronó Campeón del Serie B en 1997 para jugar en la Serie A en 1998 por una sola temporada hasta que descendió a la Serie B al final de la temporada y posteriormente descendió a la Segunda Categoría al final de la temporada tras participar en la Serie B en 2000. En el caso de los descendidos a la Segunda Categoría fueron los cuadros del 2 de Marzo y Santos. En el caso del cuadro imbabureño este era su tercera y última participación consecutiva ya que solamente jugó en el torneo de la Segunda Categoría por 2 años hasta que se coronó Campeón del Campeonato Provincial de la Segunda Categoría de Imbabura en 1991 y posteriormente que se coronó Campeón de la Segunda Categoría en el mismo año pero en el final de la temporada de 1994 desapareció y fue sancionado por la FEF. Por su parte, los cuadros que ascendieron fueron Deportivo Quevedo, siendo este el primer equipo de la provincia de Los Ríos en ascender a la Serie B, y Flamengo de la ciudad de Latacunga, siendo este el primer equipo de la provincia de Cotopaxi en ascender a la misma categoría.
En esta edición del campeonato, el Olmedo de la ciudad de Riobamba se coronó campeón del certamen por primera vez en su historia y el 9 de Octubre se coronó subcampeón del certamen por tercera vez en su historia.

## Sistema de juego
El Campeonato Ecuatoriano de la Serie B 1994 se jugó de la siguiente manera.
 1ª etapa y 2ª etapa 
Se disputó un torneo de 28 fechas por el sistema de todos contra todos a dos etapas, ida y vuelta.
Ascensos y Descensos
En el ascenso sería para los equipos mejor ubicados en la tabla acumulada, en la cual sería reconocidos como campeón y subcampeón de la Serie B, sino que ascenderían a la Serie A 1995, mientras que en el descenso los dos equipos con peor campaña es decir los dos últimos de la acumulada descenderían a la Segunda Categoría.

## Relevo anual de clubes
| Pos. | de la Serie A         |
| ---- | --------------------- |
| 11º  | Técnico Universitario |
| 12º  | Santos                |

| Pos. | de la Serie B      |
| ---- | ------------------ |
| 1º   | Espoli (Campeón)   |
| 2º   | Liga de Portoviejo |

| Pos. | de la Serie B        |
| ---- | -------------------- |
| 7º   | Universidad Católica |
| 8º   | Audaz Octubrino      |

| Pos. | de la Segunda Categoría |
| ---- | ----------------------- |
| 1º   | Olmedo (Campeón)        |
| 2º   | Panamá                  |

## Datos de los clubes
| Equipo                | Ciudad                                                                                     | Provincia       |
| --------------------- | ------------------------------------------------------------------------------------------ | --------------- |
| Calvi                 | Guayaquil                                                                                  | Guayas          |
| Liga de Loja          | [[Archivo:\|class=notpageimage noviewer\|20x20px\|border\|Bandera de Loja (Ecuador)]] Loja | Loja            |
| Olmedo                | Riobamba                                                                                   | Chimborazo      |
| Panamá                | Guayaquil                                                                                  | Guayas          |
| Santos                | El Guabo / Pasaje / Santa Rosa / Machala                                                   | El Oro          |
| Técnico Universitario | Ambato                                                                                     | Tungurahua      |
| 2 de Marzo            | Atuntaqui                                                                                  | Imbabura        |
| 9 de Octubre          | Guayaquil / Jipijapa                                                                       | Guayas / Manabí |

### Equipos por ubicación geográfica
| Provincia  | N.º | Equipos                         |
| ---------- | --- | ------------------------------- |
| Guayas     | 3   | - Calvi - Panamá - 9 de Octubre |
| Chimborazo | 1   | - Olmedo                        |
| El Oro     | 1   | - Santos                        |
| Imbabura   | 1   | - 2 de Marzo                    |
| Loja       | 1   | - Liga de Loja                  |
| Tungurahua | 1   | - Técnico Universitario         |

|  |

## Primera etapa

### Partidos y resultados
| Fecha 1               | Fecha 1   | Fecha 1          |
| Equipo Local          | Resultado | Equipo Visitante |
| --------------------- | --------- | ---------------- |
| Panamá                | 4 - 0     | 2 de Marzo       |
| Santos                | 4 - 3     | Calvi            |
| 9 de Octubre          | 3 - 1     | Liga de Loja     |
| Técnico Universitario | 2 - 2     | Olmedo           |

| Fecha 2      | Fecha 2   | Fecha 2               |
| Equipo Local | Resultado | Equipo Visitante      |
| ------------ | --------- | --------------------- |
| Calvi        | 3 - 3     | Panamá                |
| Liga de Loja | 3 - 1     | Santos                |
| Olmedo       | 0 - 0     | 9 de Octubre          |
| 2 de Marzo   | 0 - 0     | Técnico Universitario |

| Fecha 3               | Fecha 3   | Fecha 3          |
| Equipo Local          | Resultado | Equipo Visitante |
| --------------------- | --------- | ---------------- |
| Calvi                 | 4 - 0     | Olmedo           |
| 9 de Octubre          | 1 - 0     | Panamá           |
| 2 de Marzo            | 1 - 1     | Liga de Loja     |
| Técnico Universitario | 7 - 0     | Santos           |

| Fecha 4               | Fecha 4   | Fecha 4          |
| Equipo Local          | Resultado | Equipo Visitante |
| --------------------- | --------- | ---------------- |
| 9 de Octubre          | 4 - 0     | 2 de Marzo       |
| Santos                | 1 - 1     | Olmedo           |
| Liga de Loja          | 3 - 0     | Panamá           |
| Técnico Universitario | 1 - 0     | Calvi            |

| Fecha 5      | Fecha 5   | Fecha 5               |
| Equipo Local | Resultado | Equipo Visitante      |
| ------------ | --------- | --------------------- |
| Panamá       | 6 - 1     | Técnico Universitario |
| Calvi        | 0 - 1     | 9 de Octubre          |
| 2 de Marzo   | 1 - 0     | Santos                |
| Liga de Loja | 2 - 0     | Olmedo                |

| Fecha 6               | Fecha 6   | Fecha 6          |
| Equipo Local          | Resultado | Equipo Visitante |
| --------------------- | --------- | ---------------- |
| Santos                | 1 - 1     | Panamá           |
| Calvi                 | 2 - 0     | Liga de Loja     |
| Técnico Universitario | 1 - 0     | 9 de Octubre     |
| Olmedo                | 5 - 1     | 2 de Marzo       |

| Fecha 7      | Fecha 7   | Fecha 7               |
| Equipo Local | Resultado | Equipo Visitante      |
| ------------ | --------- | --------------------- |
| Panamá       | 3 - 1     | Olmedo                |
| 9 de Octubre | 4 - 1     | Santos                |
| 2 de Marzo   | 1 - 3     | Calvi                 |
| Liga de Loja | 0 - 0     | Técnico Universitario |

| Fecha 8      | Fecha 8   | Fecha 8               |
| Equipo Local | Resultado | Equipo Visitante      |
| ------------ | --------- | --------------------- |
| Calvi        | 1 - 2     | Santos                |
| Liga de Loja | 0 - 0     | 9 de Octubre          |
| 2 de Marzo   | 1 - 1     | Panamá                |
| Olmedo       | 2 - 1     | Técnico Universitario |

| Fecha 9               | Fecha 9   | Fecha 9          |
| Equipo Local          | Resultado | Equipo Visitante |
| --------------------- | --------- | ---------------- |
| Panamá                | 0 - 3     | Calvi            |
| 9 de Octubre          | 0 - 1     | Olmedo           |
| Santos                | 1 - 0     | Liga de Loja     |
| Técnico Universitario | 1 - 0     | 2 de Marzo       |

| Fecha 10     | Fecha 10  | Fecha 10              |
| Equipo Local | Resultado | Equipo Visitante      |
| ------------ | --------- | --------------------- |
| Panamá       | 1 - 1     | 9 de Octubre          |
| Santos       | 0 - 0     | Técnico Universitario |
| Liga de Loja | 3 - 2     | 2 de Marzo            |
| Olmedo       | 2 - 0     | Calvi                 |

| Fecha 11     | Fecha 11  | Fecha 11              |
| Equipo Local | Resultado | Equipo Visitante      |
| ------------ | --------- | --------------------- |
| Panamá       | 2 - 1     | Liga de Loja          |
| Calvi        | 3 - 1     | Técnico Universitario |
| 2 de Marzo   | 2 - 0     | 9 de Octubre          |
| Olmedo       | 3 - 1     | Santos                |

| Fecha 12              | Fecha 12  | Fecha 12         |
| Equipo Local          | Resultado | Equipo Visitante |
| --------------------- | --------- | ---------------- |
| 9 de Octubre          | 0 - 0     | Calvi            |
| Santos                | 3 - 1     | 2 de Marzo       |
| Técnico Universitario | 5 - 1     | Panamá           |
| Olmedo                | 2 - 2     | Liga de Loja     |

| Fecha 13     | Fecha 13  | Fecha 13              |
| Equipo Local | Resultado | Equipo Visitante      |
| ------------ | --------- | --------------------- |
| Panamá       | 2 - 1     | Santos                |
| 9 de Octubre | 0 - 0     | Técnico Universitario |
| 2 de Marzo   | 0 - 2     | Olmedo                |
| Liga de Loja | 2 - 1     | Calvi                 |

| Fecha 14              | Fecha 14  | Fecha 14         |
| Equipo Local          | Resultado | Equipo Visitante |
| --------------------- | --------- | ---------------- |
| Calvi                 | 3 - 0     | 2 de Marzo       |
| Santos                | 1 - 3     | 9 de Octubre     |
| Técnico Universitario | 3 - 0     | Liga de Loja     |
| Olmedo                | 0 - 0     | Panamá           |

## Segunda etapa

### Partidos y resultados
| Fecha 15     | Fecha 15  | Fecha 15              |
| Equipo Local | Resultado | Equipo Visitante      |
| ------------ | --------- | --------------------- |
| Calvi        | 1 - 0     | Liga de Loja          |
| 9 de Octubre | 1 - 1     | 2 de Marzo            |
| Santos       | 3 - 0     | Técnico Universitario |
| Olmedo       | 1 - 0     | Panamá                |

| Fecha 16              | Fecha 16  | Fecha 16         |
| Equipo Local          | Resultado | Equipo Visitante |
| --------------------- | --------- | ---------------- |
| Calvi                 | 4 - 3     | Santos           |
| Liga de Loja          | 1 - 0     | Panamá           |
| 2 de Marzo            | 3 - 2     | Olmedo           |
| Técnico Universitario | 1 - 1     | 9 de Octubre     |

| Fecha 17     | Fecha 17  | Fecha 17              |
| Equipo Local | Resultado | Equipo Visitante      |
| ------------ | --------- | --------------------- |
| Panamá       | 2 - 1     | 2 de Marzo            |
| 9 de Octubre | 2 - 1     | Calvi                 |
| Santos       | 2 - 2     | Liga de Loja          |
| Olmedo       | 0 - 0     | Técnico Universitario |

| Fecha 18              | Fecha 18  | Fecha 18         |
| Equipo Local          | Resultado | Equipo Visitante |
| --------------------- | --------- | ---------------- |
| Calvi                 | 1 - 1     | Olmedo           |
| Santos                | 2 - 1     | 9 de Octubre     |
| Liga de Loja          | 0 - 0     | 2 de Marzo       |
| Técnico Universitario | 5 - 1     | Panamá           |

| Fecha 19     | Fecha 19  | Fecha 19              |
| Equipo Local | Resultado | Equipo Visitante      |
| ------------ | --------- | --------------------- |
| Panamá       | 1 - 0     | Calvi                 |
| 9 de Octubre | 1 - 0     | Liga de Loja          |
| 2 de Marzo   | 3 - 2     | Técnico Universitario |
| Olmedo       | 2 - 0     | Santos                |

| Fecha 20     | Fecha 20  | Fecha 20              |
| Equipo Local | Resultado | Equipo Visitante      |
| ------------ | --------- | --------------------- |
| Calvi        | 1 - 0     | 2 de Marzo            |
| 9 de Octubre | 3 - 1     | Olmedo                |
| Santos       | 1 - 2     | Panamá                |
| Liga de Loja | 2 - 2     | Técnico Universitario |

| Fecha 21              | Fecha 21  | Fecha 21         |
| Equipo Local          | Resultado | Equipo Visitante |
| --------------------- | --------- | ---------------- |
| 9 de Octubre          | 4 - 3     | Panamá           |
| 2 de Marzo            | 3 - 0     | Santos           |
| Técnico Universitario | 1 - 0     | Calvi            |
| Olmedo                | 4 - 0     | Liga de Loja     |

| Fecha 22              | Fecha 22  | Fecha 22         |
| Equipo Local          | Resultado | Equipo Visitante |
| --------------------- | --------- | ---------------- |
| Panamá                | 0 - 2     | Olmedo           |
| Liga de Loja          | 6 - 1     | Calvi            |
| 2 de Marzo            | 2 - 0     | 9 de Octubre     |
| Técnico Universitario | 3 - 0     | Santos           |

| Fecha 23     | Fecha 23  | Fecha 23              |
| Equipo Local | Resultado | Equipo Visitante      |
| ------------ | --------- | --------------------- |
| Panamá       | 2 - 4     | Liga de Loja          |
| 9 de Octubre | 2 - 1     | Técnico Universitario |
| Santos       | 2 - 1     | Calvi                 |
| Olmedo       | 1 - 0     | 2 de Marzo            |

| Fecha 24              | Fecha 24  | Fecha 24         |
| Equipo Local          | Resultado | Equipo Visitante |
| --------------------- | --------- | ---------------- |
| Calvi                 | 0 - 0     | 9 de Octubre     |
| Liga de Loja          | 4 - 0     | Santos           |
| Técnico Universitario | 2 - 2     | Olmedo           |
| 2 de Marzo            | 2 - 2     | Panamá           |

| Fecha 25     | Fecha 25  | Fecha 25              |
| Equipo Local | Resultado | Equipo Visitante      |
| ------------ | --------- | --------------------- |
| Panamá       | 2 - 1     | Técnico Universitario |
| 9 de Octubre | 4 - 0     | Santos                |
| Olmedo       | 5 - 1     | Calvi                 |
| 2 de Marzo   | 2 - 0     | Liga de Loja          |

| Fecha 26              | Fecha 26  | Fecha 26         |
| Equipo Local          | Resultado | Equipo Visitante |
| --------------------- | --------- | ---------------- |
| Calvi                 | 0 - 0     | Panamá           |
| Santos                | 1 - 2     | Olmedo           |
| Liga de Loja          | 1 - 0     | 9 de Octubre     |
| Técnico Universitario | 2 - 0     | 2 de Marzo       |

| Fecha 27              | Fecha 27  | Fecha 27         |
| Equipo Local          | Resultado | Equipo Visitante |
| --------------------- | --------- | ---------------- |
| Panamá                | 3 - 0     | Santos           |
| Técnico Universitario | 1 - 2     | Liga de Loja     |
| Olmedo                | 1 - 1     | 9 de Octubre     |
| 2 de Marzo            | 2 - 3     | Calvi            |

| Fecha 28     | Fecha 28  | Fecha 28              |
| Equipo Local | Resultado | Equipo Visitante      |
| ------------ | --------- | --------------------- |
| Calvi        | 1 - 0     | Técnico Universitario |
| 9 de Octubre | 1 - 0     | Panamá                |
| Liga de Loja | 1 - 0     | Olmedo                |
| 2 de Marzo   | 2 - 2     | Santos                |

## Tabla acumulada
|  |  |    | Equipo                  | PJ | PG | PE | PP | GF | GC | DG  | PTS  |
|  |  | -- | ----------------------- | -- | -- | -- | -- | -- | -- | --- | ---- |
|  |  | 1. | Olmedo                  | 28 | 12 | 10 | 5  | 44 | 29 | +11 | 34   |
|  |  | 2. | 9 de Octubre            | 28 | 12 | 9  | 7  | 39 | 32 | +7  | 33   |
|  |  | 3. | Liga de Loja            | 28 | 12 | 7  | 9  | 41 | 34 | +7  | 31   |
|  |  | 4. | Técnico Universitario   | 28 | 10 | 9  | 9  | 44 | 31 | +14 | 29.5 |
|  |  | 5. | Calvi                   | 28 | 11 | 5  | 12 | 41 | 40 | +1  | 27   |
|  |  | 6. | Panamá                  | 28 | 10 | 7  | 11 | 42 | 45 | -3  | 27   |
|  |  | 7. | 2 de Marzo (Sancionado) | 28 | 7  | 7  | 14 | 31 | 14 | -16 | 21   |
|  |  | 8. | Santos                  | 28 | 7  | 5  | 16 | 31 | 63 | -32 | 18.5 |

PJ = Partidos jugados; PG = Partidos ganados; PE = Partidos empatados; PP = Partidos perdidos; GF = Goles a favor; GC = Goles en contra; DG = Diferencia de gol; PTS = Puntos
|  | Campeón, ascendió a la Serie A 1995.    |
|  | Subcampeón, ascendió a la Serie A 1995. |
|  | Descendieron a la Segunda Categoría.    |

## Campeón
|                                                                |
| Centro Deportivo Olmedo 1.er título Ascendió a la Serie A 1995 |
| También ascendió 9 de Octubre Fútbol Club como subcampeón.     |

## Goleador
| Jugador    | Equipo | Goles |
| ---------- | ------ | ----- |
| Max Mecías | Olmedo | 18    |